# 火鸟一
火鸟一，又名玉夫座β，HD 221507、SAO 214615、HR 8949，是玉夫座的一颗恒星，视星等为4.37，位于銀經355.0395，銀緯-70.3629，其J2000.0坐标为赤經23h 32m 58.3s，赤緯-37° 49′ 06″。